# Veniliornis frontalis
El carpintero oliva yungueño, carpintero de las Yungas, o carpinterito de las Yungas (Veniliornis frontalis) es una especie de ave de la familia Picidae y perteneciente al género Veniliornis. Habita en selvas y bosques húmedos de montaña en el centro-oeste de América del Sur.

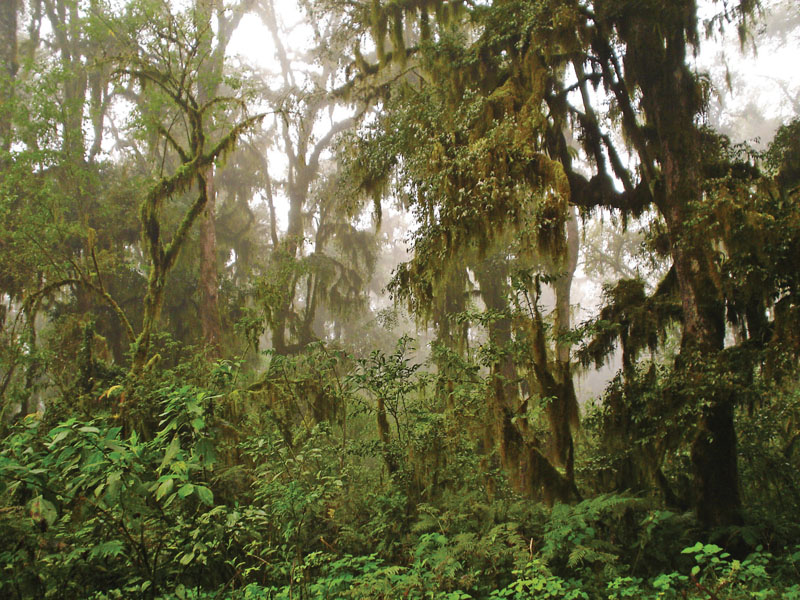
Selva de la yunga en la provincia de Salta, Argentina, el hábitat de esta especie.

## Hábitat y distribución
Se distribuye en las selvas del centro oeste y sur de Bolivia, en los departamentos de: Cochabamba, Santa Cruz, Chuquisaca, y Tarija, alcanzando por el sur hasta el noroeste de la Argentina, en las provincias de Salta, Jujuy, Tucumán, y Catamarca. 
Sus hábitats naturales son selvas subtropicales o tropicales de montaña o yungas, y otras zonas de altura con bosques húmedos degradados.

## Características
Su longitud total es de 14 cm. Ambos sexos son semejantes, aunque la hembra presenta la frente, corona, y nuca pardas punteadas de blanco, mientras que el macho posee sólo la frente parda punteada de blanco, pues la corona y la nuca son rojas. El dorso en ambos es oliva-dorado, con leve barrado blanco. En las cubiertas alares también se presenta el punteado de blanco. El diseño ventral es negruzco barrado de blanco.

## Costumbres
Es un ave que vive mayormente solitaria o en pareja, diurna, arborícola, de estratos medios a altos de las selvas y bosques húmedos de montaña. Mientras mantiene su cola apoyada en la corteza, recorre el tronco en busca de insectos, dieta que complementa con frutas. Marca su territorio con llamados agudos y golpeteos en troncos huecos. Su vuelo es ondulado y lento. 
Nidifica en huecos que horada en los árboles, donde coloca huevos de color blanco.

## Taxonomía
Esta especie monotípica fue descrita originalmente por Jean Cabanis en el año 1883, bajo el nombre de: Cloronerpes [sic] (Campias) frontalis, con localidad típica: «Tucumán, Argentina».  Forma una superespecie con Veniliornis passerinus; entre ambas se han registrado casos de hibridación, por lo que en ocasiones han sido considerados como sólo subespecies de una misma especie.